# Kailash Kher

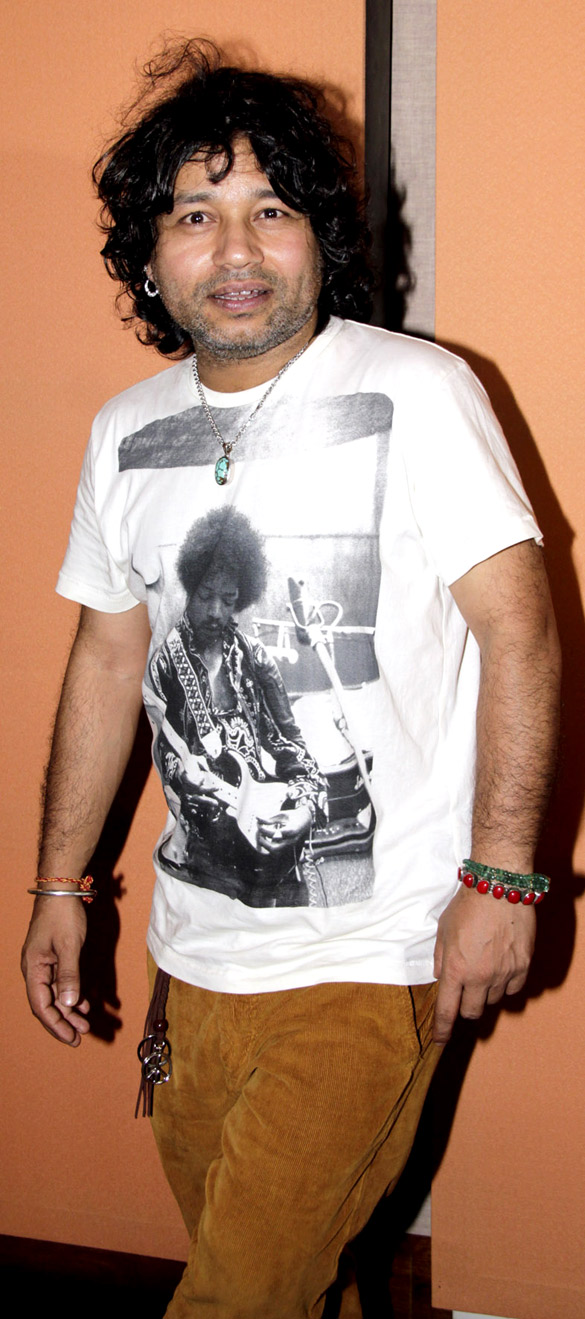
Kailash Kher

Kailash Kher (Hindi कैलाश खेर; * 6. Juni 1979 in Merath) ist ein indischer Schauspieler und Sänger. Bekannt wurde er vor allem als Interpret populärer Sufi-Musik. Geprägt wurde er durch die Musik von Nusrat Fateh Ali Khan.
Im Hindi-Film tritt Kher seit 2003 als Playbacksänger in Erscheinung und erhielt für seine Arbeit bereits Filmpreise. Sein erstes Soloalbum Kailasa erschien 2006.

## Diskografie
- 2006: Kailasa
- 2007: Kailasa Jhoomo Re